# Morning/Evening
| Совокупная оценка    | Совокупная оценка |
| Источник             | Оценка            |
| -------------------- | ----------------- |
| Metacritic           | 77/100            |
| Оценки критиков      |                   |
| Источник             | Оценка            |
| AllMusic             | [ 2 ]             |
| Consequence of Sound | B                 |
| Exclaim!             | 9/10              |
| NME                  | 8/10              |
| The Observer         | [ 6 ]             |
| Pitchfork            | 7.7/10.0          |
| PopMatters           | [ 8 ]             |
| Resident Advisor     | 3.7/5             |
| Spin                 | 8/10              |
| XLR8R                | 7/10              |

Morning/Evening  — восьмой студийный альбом британского музыканта Four Tet (настоящее имя Киран Хебден), изданный 21 июня 2015 года лейблом Text Records.
В детстве Хебден унаследовал от своего покойного деда коллекцию индуистской духовной музыки, но не слушал её до тех пор, пока его бабушка по материнской линии не умерла во время создания альбома 2013 года Beautiful Rewind. После прослушивания голоса индийской певицы Латы Мангешкар, Хебден вдохновился идеей записать альбом с похожей структурой индийской музыки, особенно с режимом и концепцией раги, и решил разделить альбом на «утреннюю сторону» и «вечернюю сторону». Наряду с сэмплированным вокалом, Morning/Evening содержит сложное программирование ударных, электронные звуки и манипуляции с найденными звуками.
Альбом Morning/Evening был анонсирован в мае 2015 года, ожидаемая дата выхода — июль 2015 года. Он был доступен для потокового воспроизведения и скачивания со страницы Хебдена на Bandcamp 21 июня 2015 года в честь летнего солнцестояния. Музыкальные критики похвалили Хебдена за то, что он продолжает выпускать сложную и уникальную электронную музыку. Физический релиз Morning/Evening стал вторым по популярности альбомом Хебдена, заняв 48 место в UK Albums Chart.

## История
Киран Хебден, индус по происхождению, получил коллекцию индуистской духовной музыки от своего покойного деда, когда ему было десять лет, но никогда не слушал её. Когда его бабушка по материнской линии умерла во время создания его альбома 2013 года Beautiful Rewind, Хебден проиграл некоторые из записей и начал экспериментировать, зацикливая вокальный образец индийской певицы Латы Мангешкар в течение трёх дней, после чего решил взять его за основу альбома.

## Отзывы
Альбом получил положительные отзывы музыкальной критики и интернет-изданий. В интернет-агрегаторе Metacritic, устанавливающем в среднем оценку до ста, основанную на профессиональных рецензиях, альбом получил 77 баллов на основе 17 полученных рецензий, что говорит о «в целом благоприятные отзывы». 
Рецензент журнала Exclaim! Чад Барнс назвал его «великолепным, смелым альбомом», сказав, что «Хебден прядет замысловатое звуковое золото, тонко исследуя ряд настроений и моментов в сложных, постоянно меняющихся композициях». Китти Эмпайр, написавшая для The Observer, сказала, что это «негромкое удовольствие», которое содержит «непринужденную прелесть». Рецензент Pitchfork Энди Бета назвал альбом «смелым и экспансивным» и сказал, что «масштаб и амбиции Morning/Evening глубоки, и, надеюсь, вдохновят продюсеров идти на большие риски и не довольствоваться поп- или клубной длиной». NME назвал Morning Side «одним из самых трогательных музыкальных произведений, к которым Хебден когда-либо прикладывал своё имя» и сказал, что альбом стоит «рядом с лучшими работами Four Tet». Критик Нина Коркоран из Consequence of Sound сказала, что «Хебден сделал то, что у него получается лучше всего: создал такую атмосферу, что во время прослушивания вы теряете представление о том, где находитесь». Дэн Вайс из Spin назвал альбом «амбициозным» и «прекрасным сам по себе, если вы терпеливы».

## Список композиций
Слова и музыка всех песен — Kieran Hebden.
| №  | Название       | Длительность |
| -- | -------------- | ------------ |
| 1. | «Morning Side» | 20:24        |
| 2. | «Evening Side» | 19:53        |

## Участники записи
По данным заметок на альбоме Morning/Evening.
- Киран Хебден — музыка, продюсировани

Дополнительный персонал
- Мэтт Купер — дизайн
- Джейсон Эванс — фотография, дизайн

## Чарты
| Чарт (2015)                             | Высшая позиция |
| --------------------------------------- | -------------- |
| Бельгия/Фландрия (Ultratop)             | 94             |
| Бельгия/Валлония (Ultratop)             | 159            |
| Шотландия (Scottish Albums Chart)       | 57             |
| Великобритания (UK Albums Chart)        | 48             |
| США (Billboard Dance/Electronic Albums) | 23             |